# The Annoying Orange
The Annoying Orange (L'arancia fastidiosa) è una webserie creata da Daneboe (Dane Boedigheimer) con il suo studio di produzione Gagfilms. Il primo episodio della serie è stato distribuito online il 9 ottobre 2009. I primi episodi sono stati caricati dallo stesso Boedigheimer sul proprio canale YouTube con il nome Daneboe, e ognuno di esso ha ricevuto più di dieci milioni di visualizzazioni. In seguito al successo della serie, l'11 gennaio 2010 Dane Boedigheimer ha aperto un canale dedicato specificatamente a The Annoying Orange.
A giugno 2011, è l'ottavo canale su YouTube con il maggior numero di iscrizioni, più di due milioni. Nel 2011 venne confermata la notizia che una serie televisiva animata di Annoying Orange era in fase di produzione, ed è stata opzionata da Cartoon Network nel 2012 che l'ha mandata in onda quello stesso anno col titolo The High Fructose Adventures of Annoying Orange, attualmente trasmessa solo negli Stati Uniti.
La serie è parzialmente ispirata alle cartoline e alle e-cards chiamate "From The Fridge" che Boedigheimer aveva creato per il sito umoristico JibJab dal 2007 al 2008. 

## Trama
La serie ruota intorno ad una arancia antropomorfa chiamata Annoying Orange, (spesso semplicemente "orange") doppiata da Dane Boedigheimer. Il socio di quest'ultimo, Spencer Grove, ha scritto la sceneggiatura della maggior parte degli episodi.
Orange vive su un bancone della cucina, che condivide con il suo migliore amico Pear, una pera, sempre doppiata da Boedigheimer. Altri frutti presenti nella serie includono Passion, un frutto della passione femmina doppiata da Justine Ezarik, Grapefruit, uno scorbutico pompelmo, una piccola mela chiamata da tutti Midget Apple, un piccolo marshmallow, e un vecchio limone chiamato Grandpa Lemon. La maggior parte degli episodi ruota intorno ad Orange che infastidisce uno degli altri personaggi e si conclude con la fine violenta del personaggio infastidito da lui che viene fatto a pezzi da uno degli strumenti da cucina.
Ogni episodio è caratterizzato da una serie di "tormentoni" legati al personaggio di Orange, che inizia ogni puntato dicendo "Hey, (nome del personaggio)" e termina ogni episodio tentando di mettere in guardia il malcapitato di turno relativamente all'oggetto che sta per ucciderlo. Egli utilizza varie tattiche per infastidire la gente, raccontando barzellette offensive, ruttando o producendo rumori infantili con la bocca (famosa è per esempio la sua risata). In alcuni episodi, i personaggi compaiono intenti a giocare a videogiochi (la maggior parte delle volte il videogioco in questione è Minecraft, ma altre volte le puntate sono dedicate a Happy Wheels, QWOP e Five Nights at Freddy's).

## Personaggi

Orange
Orange è l'arancia protagonista della serie che appare in ogni episodio irritando a morte la frutta e la verdura che trova di fronte al bancone della cucina su cui è stato posato. Prima di tutto stuzzica e innervosisce l'altro personaggio con frasi insensate, poi, prima che dia in escandescenza, Orange lo avverte che sta per morire. Infatti improvvisamente arriva un coltello che taglia la vittima. Spesso la morte è causata anche dalla triturazione nel frullatore e da esplosioni. Talvolta i personaggi, una volta alterati (come il pomodoro trasformato in ketchup o l'ananas tagliato a fette) non muoiono definitivamente ma continuano a interagire con Orange. Alla fine l'arancia, incredula dell'accaduto, conclude il video con una battuta.
Pear
Pear, migliore amico di Orange, è una pera presente sin dalla prima puntata. Vuole molto bene ad Orange sebbene certe volte gli faccia perdere la pazienza.
Passion Fruit
Passion Fruit è un frutto della passione femmina da cui Orange e Pear sono attratti. Appare per la prima volta in "Passion Of The Fruit" insieme a Grapefruit. A quanto pare, Orange è così attratto da lei che si è innamorato.
Marshmallow
Marshmallow è un marshmallow che dimostra amore per qualunque cosa, in particolare coniglietti, cuccioli, arcobaleni e unicorni. Ha una voce dolce e infantile che usa per ripetere la sua frase tipica: "Yay! I love..." per poi aggiungere il soggetto del discorso di quel momento; solo in rare occasioni si dimostra arrabbiato e quando lo fa esplode letteralmente, ferendo chiunque stia accanto a lui. In un paio di episodi dimostra di essere in grado di sfuggire alle morti, ridendone come niente fosse. Appare per la prima volta nell'episodio "Annoying Saw 2: The annoying death trap". In seguito si scoprirà avere per madre appunto un unicorno alato. Per un lungo periodo molti si chiedevano quale fosse il suo sesso, alla fine rivelatosi essere maschio.
Midget Apple
Midget Apple (mela nana), è chiamato così da Orange e i suoi compagni per via della sua statura. Lui sostiene di chiamarsi "Little Apple" cioè piccola mela, e non mela nana, ma nessuno gli dà ascolto. È il migliore amico di Marshmallow. Appare per la prima volta in "Crab-Apple".
Grapefruit
Grapefruit è un grosso pompelmo comparso per la prima volta insieme a Passion Fruit nell'episodio 3 della stagione 2010, "Passion of the fruit". Arrivano insieme nello stesso sacchetto della spesa in cui si sono conosciuti. In quello stesso episodio lui viene tagliato in due da un coltello, ma poi ricompare nello speciale di Halloween sotto forma di zombie semi-umano composto dai frutti uccisi. Misteriosamente compare vivo anche in altri episodi diventando amico di Orange, nonostante la sua personalità aggressiva.
Grandpa Lemon
Grandpa Lemon è un limone apparso nell'episodio 25 della serie, "Grandpa Lemon", il 4 giugno 2010. Si presenta come un anziano smemorato e ha l'abitudine di addormentarsi nei momenti più cruciali, con grande fastidio degli altri. Nella sua prima apparizione Orange tenta di infastidirlo, ma Lemon finisce per addormentarsi; in seguito verrà tagliato a metà dal coltello. Si ripresenterà anche lui nello speciale di Halloween assieme a Grapefruit (come zombi di frutta), e da quel momento diventerà un personaggio ricorrente. Negli episodi recenti lo si vedrà su una moto, scorrazzando e saltando di qua e di là per la cucina.

### Personaggi ricorrenti
Knife
Knife compare fin dal primo episodio come un normale strumento da cucina, manovrato da Dane Boedigheimer. Appare ogni volta che Orange annuncia la morte di un personaggio, ed infatti buona parte dei frutti verranno uccisi da questo. La prima volta che appare come personaggio vero e proprio avviene nell'episodio 42, "No More Mr. Knife Guy". In realtà Knife non vorrebbe eliminare i frutti, ma viene costretto dallo chef al macabro compito. Alla fine dell'episodio, dopo che Orange afferma che egli sia "noioso", verrà affilato da un arrotino, uno strumento malvagio e suo mortale nemico. Riapparirà in seguito solo 2 volte come personaggio, e in una di queste accompagnato da sua madre (Mama Knife).
Liam the Leprechaun
Liam the Leprechaun fa la sua prima apparizione nell'episodio "Luck o' the Irish" come un folletto sempre di cattivo umore, che perde la sua pentola d'oro, pentola trovata da Orange. Quest'ultimo tende a chiamarlo "Jolly Green Giant". Schiacciato dalla sua stessa pentola d'oro a fine episodio, Liam è attualmente un personaggio ricorrente, ed è anche stato protagonista di uno spin-off della serie sul suo canale YouTube.
Squash
Squash è una zucca apparsa in alcuni episodi del 2011-2012, inizialmente presso le domande degli utenti YouTube ad Orange. Come Knife, anche lui uccide i frutti ogni volta che Orange lo chiama, con la differenza che cade dall'alto e li schiaccia a morte (comunque, sempre e solo frutti piccoli). Ogni volta che lo fa, esclama "Eww-hoo-hoo, che schifo!"
Copper Lincoln
Copper Lincoln è una statua bronzea raffigurante il noto presidente statunitense Abramo Lincoln, lo si vede in vari episodi come personaggio di sfondo. Ha la fissa per la break dance.
ZOOM
ZOOM è una bevanda energetica in lattina, apparsa in vari episodi come personaggio di sfondo. Il suo contenuto, se bevuto dagli altri personaggi, rende chiunque iperattivo. Appare nell'episodio "ZOOM!".
ZIP
ZIP è una bevanda energetica in lattina, uguale a ZOOM, l'unica differenza è che quest'ultima dice che è più energetica di lui. Appare nell'episodio "WazZOOM!".
Lady Pasta
Lady Pasta è una cantante fatta di spaghetti, ovvia parodia di Lady Gaga. Nell'episodio in cui appare lei canta la sua canzone I'm So Delicious (chiaro riferimento al singolo Bad Romance) ma Orange la critica in modo ironico poiché balbetta, anche se è il modo in cui la cantante canta. Verrà poi bollita in una pentola piena d'acqua da Daneboe e sebbene sia morta è apparsa in altri episodi, continuando la sua carriera musicale.

## Doppiaggio
| Personaggio   | Voce            |
| ------------- | --------------- |
| Orange        | Daneboe         |
| Pear          | Daneboe         |
| Passion Fruit | iJustine        |
| Marshmallow   | Daneboe         |
| Midget Apple  | Daneboe         |
| Grapefruit    | Robert Jennings |
| Grandpa Lemon | Kevin Brueck    |

## Episodi
Nel 2016, la serie è composta da 307 episodi, divisi in 8 stagioni.

### Stagioni
| N. | N. ep.   | Data | Canale                                     |
| -- | -------- | ---- | ------------------------------------------ |
| 1  | 4        | 2009 | Dane Boe                                   |
| 2  | 54       | 2010 | Dane Boe (ep. 1-2) Annoying Orange (ep.3+) |
| 3  | 58       | 2011 | Annoying Orange                            |
| 4  | 57       | 2012 | Annoying Orange                            |
| 5  | 77       | 2013 | Annoying Orange                            |
| 6  | 54       | 2014 | Annoying Orange                            |
| 7  | 61       | 2015 | Annoying Orange                            |
| 8  | 53       | 2016 | Annoying Orange                            |
| 9  | 53       | 2017 | Annoying Orange                            |
| 10 | 54       | 2018 | Annoying Orange                            |
| 11 | in corso | 2019 | Annoying Orange                            |

#### Stagione 1
| N. | Titolo | Data             | Data             | Note                                                                            |
| N. | Titolo | Dane Boe         | Annoying Orange  | Note                                                                            |
| -- | --- | ---------------- | ---------------- | ------------------------------------------------------------------------------- |
| 1  | The Annoying Orange | 9 ottobre 2009   | 15 febbraio 2010 | Prima apparizione di Orange e di Pear (anche se quest'ultimo fa solo un cameo). |
| 1  | Orange dà fastidio ad una mela che alla fine verrà affettata con un coltello da un uomo.                                              | 9 ottobre 2009   | 15 febbraio 2010 |                                                                                 |
| 2  | Plumpkin | 29 ottobre 2009  | 15 febbraio 2010 |                                                                                 |
| 2  | Orange dà fastidio ad una zucca chiamandola plumpkin invece di pumpkin. Successivamente un uomo la farà diventare un Jack-o'-lantern. | 29 ottobre 2009  | 15 febbraio 2010 |                                                                                 |
| 3  | TOE-MAY-TOE | 4 dicembre 2009  | 15 febbraio 2010 |                                                                                 |
| 3  | Orange dà fastidio ad un pomodoro e lo chiama TOE-MAY-TOE invece di tomato. Successivamente un uomo lo fa diventare ketchup.          | 4 dicembre 2009  | 15 febbraio 2010 |                                                                                 |
| 4  | Sandy Claus | 23 dicembre 2009 | 15 febbraio 2010 |                                                                                 |
| 4  | Orange dà fastidio ad un pupazzo di Babbo Natale e, invece di chiamarlo Santa Claus, lo chiama Sandy Claus.                           | 23 dicembre 2009 | 15 febbraio 2010 |                                                                                 |

#### Stagione 2
| N. | N. | Titolo                      | Data                            | Data             | Note                                                |
| N. | N. | Titolo                      | Dane Boe                        | Annoying Orange  | Note                                                |
| -- | -- | --------------------------- | ------------------------------- | ---------------- | --------------------------------------------------- |
| 1  | 5  | More Annoying Orange        | 15 gennaio 2010                 | 15 febbraio 2010 |                                                     |
| 2  | 6  | Super Bowl Football         | 29 gennaio 2010                 | 15 febbraio 2010 |                                                     |
| 3  | 7  | Hey YOUTUBE!!!              | mai pubblicato su questo canale | 15 gennaio 2010  |                                                     |
| 4  | 8  | Wazzup!                     | mai pubblicato su questo canale | 22 gennaio 2010  |                                                     |
| 5  | 9  | Annoying Saw                | mai pubblicato su questo canale | 5 febbraio 2010  |                                                     |
| 6  | 10 | Passion of the Fruit        | mai pubblicato su questo canale | 19 febbraio 2010 | Prima apparizione di Passion Fruit e di Grapefruit. |
| 7  | 11 | Orange Gets Autotuned       | mai pubblicato su questo canale | 26 febbraio 2010 |                                                     |
| 8  | 12 | A Cheesy Episode            | mai pubblicato su questo canale | 5 marzo 2010     |                                                     |
| 9  | 13 | Luck o' the Irish           | mai pubblicato su questo canale | 12 marzo 2010    | Prima apparizione di Liam the Leprechaun.           |
| 10 | 14 | Prank Call 1: Tanning Salon | mai pubblicato su questo canale | 19 marzo 2010    |                                                     |
| 11 | 15 | Super Mario                 | mai pubblicato su questo canale | 26 marzo 2010    |                                                     |
| 12 | 16 | Muddy Buddy                 | mai pubblicato su questo canale | 2 aprile 2010    |                                                     |
| 13 | 17 | Excess Cabbage              | mai pubblicato su questo canale | 9 aprile 2010    |                                                     |
| 14 | 18 | The Annoying Trailer        | mai pubblicato su questo canale | 16 aprile 2010   |                                                     |
| 15 | 19 | The Cursed Onion Ring Tape  | mai pubblicato su questo canale | 23 aprile 2010   |                                                     |
| 16 | 20 | The Onion Ring              | mai pubblicato su questo canale | 23 aprile 2010   |                                                     |
| 17 | 21 | Wasssabi                    | mai pubblicato su questo canale | 30 aprile 2010   |                                                     |
| 18 | 22 | Pain-apple                  | mai pubblicato su questo canale | 7 maggio 2010    |                                                     |
| 19 | 23 | Pacmania                    | mai pubblicato su questo canale | 14 maggio 2010   |                                                     |
| 20 | 24 | Picture Contest             | mai pubblicato su questo canale | 21 maggio 2010   |                                                     |
| 21 | 25 | Grapefruit's Revenge        | mai pubblicato su questo canale | 28 maggio 2010   |                                                     |
| 22 | 26 | Grandpa Lemon               | mai pubblicato su questo canale | 4 giugno 2010    |                                                     |
| 23 | 27 | Picture Contest Winners!    | mai pubblicato su questo canale | 11 giugno 2010   |                                                     |
| 24 | 28 | Back to the Fruiture        | mai pubblicato su questo canale | 11 giugno 2010   |                                                     |
| 25 | 29 | Mystery Guest               | mai pubblicato su questo canale | 18 giugno 2010   |                                                     |
| 26 | 30 | Annoying Orange vs. FRED!!! | mai pubblicato su questo canale | 24 giugno 2010   |                                                     |
|    |    |                             | mai pubblicato su questo canale |                  |                                                     |
|    |    |                             | mai pubblicato su questo canale |                  |                                                     |
|    |    |                             | mai pubblicato su questo canale |                  |                                                     |
|    |    |                             | mai pubblicato su questo canale |                  |                                                     |
|    |    |                             | mai pubblicato su questo canale |                  |                                                     |
|    |    |                             | mai pubblicato su questo canale |                  |                                                     |
|    |    |                             | mai pubblicato su questo canale |                  |                                                     |
|    |    |                             | mai pubblicato su questo canale |                  |                                                     |

## Opere derivate

### Serie televisiva
Nel 2012 è andata in onda una serie televisiva a tecnica mista su Cartoon Network basata sui personaggi della web serie, intitolata The High Fructose Adventures of Annoying Orange. La serie narra le avventure di Orange e i suoi amici Pera, Frutto della passione, Marshmallow, Mela, Grandpa Lemon e (a volte) l'antagonista Grapefruit; questa però diverge dalla serie YouTube in quanto ambientata in una bancarella di frutta in un supermercato chiamato Daneboe's (un riferimento al creatore Dane Boedigheimer), ed è presente un personaggio umano chiamato Nerville (interpretato dallo youtuber Toby Turner) lavoratore del supermercato e unico in grado di parlare coi frutti. Gli episodi mostrano le disavventure che coinvolgono la gang di frutta, tra cui scontri con malvagie verdure zombie e broccoli alieni, in innumerevoli parodie di film o altre serie.
Lo show, attualmente inedito in Italia, è andato in onda ufficialmente in patria l'11 giugno 2012, e nelle prime due settimane ha ottenuto oltre 2.5 milioni d'ascolti. Nonostante questo, è stato stroncato dalla critica, come dimostra il voto di 3.5/10 su TV.com e quello di 2.9/10 su IMDb.

### Videogiochi
È stata anche pubblicata un'applicazione per iPhone e iPod touch, il cui nome è Annoying Orange: Kitchen Carnage, resa disponibile il 7 aprile 2011 per le suddette piattaforme, in seguito per iPad il 6 maggio 2011 e per Android il 14 ottobre 2011. Il giocatore può lanciare la frutta facendola finire sul ripiano del coltello o nei frullatori. Il gioco è stato sviluppato dalla Rocket Bottle Apps. È in produzione anche la versione natalizia. Un secondo videogioco, Annoying Orange: Splatter Up! è disponibile per il download su iOS e Google Play; l'ultimo aggiornamento per il gioco, la versione 1.1.y2, è stata pubblicata il 27 gennaio 2014.